# П'єтро Граденіго
П'єтро Граденіго (італ. Pietro Gradenigo) — 49-й венеційський дож. За правління Граденіго відбулося закриття Великої ради (Serrata del Maggior Consiglio — обмеження членства у Великій раді, куди могли бути обраними тільки члени родин, які вже мали там членів. Це сприяло встановленню олігархії в Республіці. За це від народу отримав зневажливе прізвисько «П'єраццо».

## Біографія
Належав до патриціанської родини Граденіго, однієї з так званих «дванадцяти апостольських». Син Марко Граденіго. У 14-15 років почав здобувати військовий досвід під орудою батька. 
У 1269 році вперше обирається до Великої ради. У 1272—1273 роках був помічником батька, що очолював військо під час війни проти Болоньї. 1274 року був у складі посольства щодо укладання миру з Болонською комуною. У 1276 році знову обирається до Великої ради. У 1279 році разом із Томмазо Кверіні та Руджеро Морозіні його було відправлено до Істрії як проведитора (цивільного представника Республіки), щоб відновити венеціанську присутність у містах регіону та придушити їхні спроби повстання. Близько 1281 року призначається подестою Каподістрії в Істрії. У 1283—1285 роках обіймав посаду подести Каорле, де боровся з контрабандою солі до Фріулі. У 1285 році стає членом Малої ради (до 1286 року). У 1288 році вдруге стає членом цієї ради. 1289 року вдруге стає подестою Каподістрії.

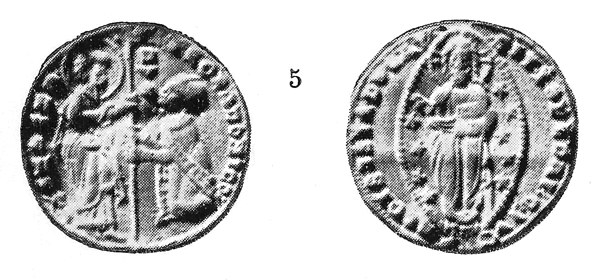
Цехін П'єтро Граденіго

Після смерті дожа Джованні Дандоло 1289 року виникло протистояння між «народною партією» на чолі із Джованні Тьєполо та старим патриціатом. Зрештою останні здобули перемогу, змусивши Тьєполо залишити Венецію, а дожем 25 листопада було обрано П'єтро Граденіго. 
Падіння Акри 1291 року в Палестині завдало суттєвого удару по торговельним позиціями Венеції на Сході на користь Генуезької республіки та Візантійської імперії. Це відбувалось на фоні загальної втрати східної торгівлі спеціями. Поступово стосунки з візантійцями і генуезцями погіршувалися через політику останніх блокувати Босфор для венеційської торгівлі.
1294 року почалася війна з Генуєю. Того ж року венеційський флот зазнав поразки у битві біля Лаяццо неподалік Кілікійської Вірменії. 1295 року венеційські володіння на Криті були розграбовані генуезцями, а візантійський імператор Андронік II заарештував багатьох венеціанців у Константинополі. У відповідь венеціанський флот на чолі із Руджері Морозіні 1296 року розграбував Галату та погрожував імператорському палацу Влахерни, а трапезундський імператор Іоанн II допоміг венеційцям прорвати блокаду на Босфорі. У 1298 році венеційці зазнали поразки у морській битві під Курцолою. З огляду на це у 1299 році у Мілані було укладено мирний договір. Ця війна завдала важкого удару по фінансам та військовим силам Республіки, що надалі спричинила кризу. Але війна проти Візантії продовжилася.
Водночас 28 лютому 1297 року дож ініціював закон про так зване закриття Великої ради. Цей крок створив олігархічну систему, позбавивши права голосу переважну більшість громадян і спровокував деякі заворушення. У відповідь виникла змова на чолі із Маріно Бокконіо, що планував знищити усіх членів Великої ради. Але змову було викрито, а її очільників страчено.
1302 року було укладено мир з візантійським імператором загалом на вигідних умовах для Республіки. У 1304 році почалася війна проти Падуї, у 1309 році — проти Аквілейського патріархату.
У 1308 році Венеція через амбітну політику дожа втягнулася у війну з Папською державою (в союзі з комунами Болоньї, Равенни та Падуї) за контроль над Феррарою, внаслідок війни між сином Аццо VIII — Фреско та його братом Франческо д'Есте, сеньйора Реджо. 16 жовтня 1308 року і 27 березня 1309 року Венеція була двічі відлучена від церкви папою римським Климентом V, заборонивши всім християнам торгувати з Республікою. Останню підтримали комуна Тревізо та Альбойно делла Скала, сеньйор Верони. У серпні того ж року венеційські війська та флот зазнали повної поразки. Бойові дії практично припинилися, але мирну угоду було укладено лише 1313 року. 
Політика дожа стосовно Феррари й папства, яку багато хто вважав катастрофічною, призвела до змови з метою повалення його та Великої Ради. Змову очолили Баджамонте Тьєполо, його тесть Марко Кверіні й Бадоеро Бадоер, подеста Падуї. 15 червня 1310 року заколот зазнав невдачі, а його лідерів було суворо покарано. Змова Тьєполо призвела до створення 10 липня 1310 року Ради Десяти (спеціальний трибунал із завданням викриття та припинення змов), спочатку як тимчасової інституції, яка згодом перетворилася на постійний орган, який фактично керував Республікою.
У 1310 року повстало далматійське місто Зара. 13 серпня 1311 року дож Граденіго помер, і, оскільки Венеція була під інтердиктом, релігійні церемонії не могли проводитися, його поховали в безіменній могилі на Мурано.
Спочатку він був одружений з Томазіною Морозіні, з якою у нього були: син Бертуччі, Джакомо, Паоло та Нікколо, доньки Беллуцца, Беріола, Енголдіза, Катерина, черниця в Сан-Лоренцо, Ізабелла Анна, дружина Якопо I да Каррара, Вдруге пошлюбив Ан'езе Дзантані.